# Малатеста, Джакомо
Джа́комо Малате́ста  (итал. Giacomo Malatesta; 1530, Ронкофреддо, Папское государство — 31 марта 1600, Рим, Папское государство) — аристократ из рода Малатеста, представитель ветви Малатеста из Сольяно, маркиз Ронкофреддо и Монитано, граф Монтекодруццо с 1570 по 1600 год.
Кондотьер на службе у Священной Римской империи, Папского государства, Флорентийского герцогства, Венецианской республики и Французского королевства. Участник Османско-габсбургских войн, Сиенской, Итальянской, Соляной и Кипрской войн и завоевания Корсики.

## Семья и ранние годы
Родился в 1530 году в Ронкофреддо в семье кондотьера Леониды Малатеста, графа Монтекодруццо и Кассандры Чини. По отцовской линии приходился внуком Малатеста VI Малатесте, графу Монтекодруццо. По материнской линии был внуком флорентийского дворянина Маттео Чини. По отцовской линии он также приходился племянником кондотьеру Сиджизмондо II Малатесте. В 1538 году римский папа Павел III отобрал у его отца и дяди владения в Папском государстве. Семья жила на жалование отца, которое он получал как наёмник. В 1541 году братья получили во владение замок Монтекодруццо.
В очень юном возрасте Джакомо был отдан отцом на воспитание дяде. Сиджизмондо II готовил племянника к карьере военного. Джакомо обладал крепкой волей и имел жёсткий и вспыльчивый характер. Во время обучения военному ремеслу он состоял в переписке со многими известными деятелями того времени. В 1541 году поступил на службу пажом к Ферранте I Гонзага, графу Гвасталлы, вместе с которым сражался в германских и французских землях, в частности участвовал в битвах под Дюреном и Ландерси, а также в Алжирской экспедиции. В 1546 году он прибыл с Ферранте I Гонзага в  Милан, где тот был назначен на должность губернатора.

## Кондотьер
После смерти римского папы Павла III в 1549 году, Джакомо отправился в Рим, где присоединился к защитникам Папского государства под командованием Фабрицио I Колонна. В Риме он бросил вызов некоему испанцу, который последовал за ним в Милан и, вместе с несколькими убийцами, напал на него у Куманских ворот. Джакомо был ранен, но смог заколоть одного из нападавших, а остальных отправил в бегство. По приказу Ферранте I Гонзага, правителя Милана, покушавшиеся на Джакомо были схвачены и повешены. После его отправили во Флоренцию ко двору Медичи, откуда в 1551 году он, вслед за Джамбаттистой дель Монте, прибыл в военный лагерь под Мирандолой. В следующем году, под командованием Джан Джакомо Медичи, Джакомо участвовал в войне против Пармы. Перешёл под командование Асканио делла Корнья и участвовал во взятии Кьюзи, целью которой было поставить Сиену под власть императора Карла V.
Командуя двумя ротами пехоты, взял с боем Монтичелло. Поссорившись со своим командиром под стенами Монтальчино, подал в отставку и перешёл под командование Кьяппино Вителли, сражавшегося в войне на Корсике. Затем, Джакомо был нанят Козимо Медичи для участия в войне Флоренции против Сиены. Во главе гвардии, предоставленной ему флорентийцами, он захватил все замки сиенцев. Успешная военная кампания принесла ему известность. Джакомо поручили защитить территорию синьории Пьомбино от нападения со стороны французов. Он высадился на остров Эльбу и прогнал с него турецкий гарнизон. Получил звание генерал-лейтенанта флорентийской армии. В 1570 году после сражения при Марчиано и взятия Понт-Эрколе получил титул маркграфа Мариньяно.
После смерти римского папы Юлия III, договорившись с флорентийским герцогом Козимо, отправился в Романью и вернул себе власть над своими владениями. По призыву римского папы Павла IV перешёл на службу в армию Папского государства. Воевал на стороне Антонио Карафа против Джанфраческо Гвиди ди Баньо в Романье. Под командованием герцога Гиза сражался в Абруцци против испанцев. Одержал победу над армией герцога Альбы, но был ранен в бою. Подал в отставку. В Тронто им был брошен вызов графу Гвиди-ди-Баньо, командовавшему вражескими войсками, но поединок не состоялся. Джакомо перешёл на службу к французам и теперь сражался на стороне сиенцев против флорентийцев. В 1557 году при взятии Пиенцы был серьёзно ранен. В том же году вернулся на родину и поселился в Ронкофреддо.
В 1560 году с ротой лёгкой кавалерии поступил на службу к римскому папе Пию IV, который, создав провинциальное ополчение, назначил Джакомо полковником этих отрядов. В 1563 году он был оклеветан, впал в немилость и был заключён в тюрьму в замке Святого Ангела в Риме. Освободившись через заступничество герцога Урбино, Джакомо был вынужден покинуть территорию Папского государства. В звании полковника армии его наняла Венецианская республика.
В 1564 году, во главе тысячи двести пехотинцев, он был отправлен в Фамагусту. Под его командованием находился гарнизон на острове Ираклион. Однако за произвольное наказание тех, кого он считал виновными в убийстве своего брата, Джакомо был изгнан из Венецианской республики и некоторое время находился под защитой герцога Урбино. Затем он перешёл под командование испанского короля Филиппа II, и во главе двух тысяч пехотинцев участвовал в защите Мальты, осажденной турками по приказу Сулеймана I. Во время той осады им были проявлены особая доблесть и военный талант.
После смерти римского папы Пия IV, в 1566 году его преемник Пий V снова призвал Джакомо на службу в армию Папского государства, вернув ему все прежние владения. Для понтифика он отвоевал у Джанфранческо Гвиди ди Баньо Монтебелло, Джаджиоло и другие земли. В 1568 году римский папа, желая укрепить Папское государство от нападений со стороны турок, назначил его правителем Анконы в звании генерал-губернатора Марке и командующего всеми фортификационными сооружениями региона.
В 1570 году ему был присвоен титул маркграфа Ронкофреддо и Монтиано и графа Монтекодруццо. В том же году, с дозволения римского папы, Джакомо поступил на службу в армию Венецианской республики для участия в войне против султана Селима II и был избран генерал-губернатором Албании. Во время вылазки около Рисано в горном ущелье он был ранен и взят в плен. Одиннадцать месяцев Джакомо провёл в заключении в Стамбуле, откуда его выпустили по просьбе короля Франции. В 1572 году он вернулся в Венецию, и вскоре, во главе двух тысяч пехотинцев был отправлен в Кандию на Крите. В течение ряда лет был правителем Бергамо и нескольких городов Венецианской республики.
Джакомо был в Падуе, когда одного из его братьев обвинили в чеканке поддельных монет. Ему удалось доказать свою не причастность к преступлению и отмести от себя все подозрения. В 1589 году его отправили во Фриули, чтобы снести инженерные сооружения, построенные императором Рудольфом II на реке Изонцо. В 1592 году он вернулся во Фриули, чтобы выбрать наиболее удобное место для строительства крепостей в защиту от агрессии императора и турецкого султана и хорошо укрепил крепость Пальманова. В 1594 году Джакомо был назначен верховным капитаном всей армии Венецианской республики. Он умер в Риме 31 марта 1600 года.

## Браки и потомство
Первым браком в 1552 году Джакомо Малатеста сочетался с Клеопатрой Дзампески, дочерью Антонелло Дзампески из Форлимпополи. В приданное за супругой он получил феоды Ронкофреддо и Монтиано. Клеопатра умерла в 1557 году. В этом браке у Джакомо родился единственный ребёнок, дочь Леонида, которую он выдал замуж за Алессандро Ферретти.
Вторым браком в апреле 1565 года Джакомо Малатеста сочетался с Медеей Ферретти (ум. 08.08.1596), дочерью Анджело Ферретти. В этом браке у супругов родились шестеро детей — сыновья Карло Феличе (1567 — 18.11.1634) и Паоло (30.08.1573 — ?) и дочери Франческа, Камилла, Лаура и Виктория.